# Xylotrechus pulcher
Xylotrechus pulcher är en skalbaggsart som beskrevs av Aurivillius 1911. Xylotrechus pulcher ingår i släktet Xylotrechus och familjen långhorningar. Inga underarter finns listade i Catalogue of Life.